# Zignoëlla clavispora
Zignoëlla clavispora är en svampart som tillhör divisionen sporsäcksvampar, och som först beskrevs av Petter Adolf Karsten, och fick sitt nu gällande namn av Karl Starbäck. Zignoëlla clavispora ingår i släktet Chaetosphaeria, och familjen Chaetosphaeriaceae. Arten är reproducerande i Sverige.